# Horia-Victor Toma
Horia-Victor Toma (n. 29 aprilie 1955, Ploiești) este un politician român, fost membru al Parlamentului României, ales pe listele PNL. În cadrul activității sale parlamentare, Horia-Victor Toma a fost membru în grupurile parlamentare de prietenie cu Republica Macedonia, Bosnia și Herțegovina, Republica Federală Germania, Republica Croația, Australia, Regatul Unit al Marii Britanii și Irlandei de Nord. 
Horia-Victor Toma a fost primar al municipiului Ploiești în perioada 1996-2000. Din 24 mai 2012 este inspector școlar  general la Inspectoratul Școlar Prahova.
1. ↑  Deputații în Parlamentul European